# Aleksander Petelewicz
Aleksander Petelewicz (ur. 28 maja 1893 w Łodzi, zm. 10 stycznia 1932 w Kraśniku) – major administracji Wojska Polskiego, kawaler Orderu Virtuti Militari, dowódca 1. kompanii 30 Pułku Strzelców Kaniowskich w czasie wojny polsko-bolszewickiej, dowódca akcji rozbrajania Niemców 11 listopada 1918 roku na dworcu kaliskim w Łowiczu, komendant PKU Kraśnik.

## Życiorys
Urodził się 28 maja 1893 roku w Łodzi, w rodzinie Jana, mistrza garncarskiego, i Teofilii z Dominikiewiczów. Miał siostry: Czesławę, Stanisławę, Janinę, Eugenię, Julię i Władysławę oraz braci Stefana i Józefa. Był prawnukiem powstańca listopadowego Andrzeja Petelewicza. Uczył się w Łowickiej Szkole Realnej. W 1915 roku został wcielony do Armii Imperium Rosyjskiego. Po ukończeniu szkoły oficerów rezerwy w Taszkiencie został przydzielony do 50 Syberyjskiego Pułku Strzelców. W następnym roku walczył na froncie zachodnim. Został ranny i zatruty gazami bojowymi. W 1917 roku wstąpił w szeregi 3 Pułku Strzelców Polskich. 6 maja 1921 roku został zatwierdzony z dniem 1 kwietnia 1920 roku w stopniu podporucznika, z równoczesnym zaliczeniem do rezerwy armii i powołaniem do służby czynnej, w grupie oficerów byłych Korpusów Wschodnich i byłej armii rosyjskiej. 1 czerwca 1921 roku pełnił służbę w 30 Pułku Piechoty. 3 maja 1922 roku został zweryfikowany w stopniu kapitana ze starszeństwem z 1 czerwca 1919 roku i 1177. lokatą w korpusie oficerów piechoty, a jego oddziałem macierzystym był nadal 30 Pułk Piechoty. W 1923 roku pełnił służbę w 10 Pułk Piechoty w Łowiczu. Następnie został przeniesiony do korpusu oficerów administracyjnych, dział kancelaryjny i odkomenderowany do Powiatowej Komendy Uzupełnień Łódź Miasto. W maju 1924 roku został przydzielony do PKU Biłgoraj na stanowisko II referenta. 12 kwietnia 1927 roku został mianowany majorem ze starszeństwem z 1 stycznia 1927 roku i 2. lokatą w korpusie oficerów administracyjnych, dział kancelaryjny. W maju tego roku został przesunięty na stanowisko kierownika I referatu administracji rezerw i zastępcy komendanta. W lipcu 1927 roku, w związku z likwidacją PKU Biłgoraj, został przeniesiony do PKU Kraśnik na stanowisko kierownika I referatu administracji rezerw i zastępcy komendanta. W marcu 1929 roku został przesunięty na stanowisko czasowo pełniącego obowiązki komendanta PKU, a później został zatwierdzony na tym stanowisku. Zmarł 10 stycznia 1932 roku w Kraśniku, od samobójczego postrzału z pistoletu w klatkę piersiową. Został pochowany na cmentarzu Emaus – cmentarzu parafialnym św. Ducha w Łowiczu.
Aleksander Petelewicz był żonaty z Antoniną z Kozłowskich (1894-1942). Miał troje dzieci: Halinę Barbarę Zaborowską (1920-1994), Irenę Natalię Lewandowską (1923-1989) i Antoniego Bohdana Petelewicza (1926-1981).

## Najważniejsze osiągnięcia wojskowe
11 listopada 1918 roku w Łowiczu z własnej woli podporządkował się rozkazom komendanta POW Stefana Cieślaka, choć był od niego wyższy stopniem. Przeprowadził akcję rozbrajania Niemców na dworcu kaliskim dowodząc ok. 50-osobowym oddziałem składającym się z bojowników POW i harcerzy (harcerzami dowodził Jan Bączkowski). Akcja zakończyła się sukcesem. W nocy, Niemcy oddali broń na skutek groźby spowodowania katastrofy kolejowej uniemożliwiającej im opuszczenie miasta oraz z powodu blefu, który skutecznie zmylił ich co do liczby przeciwników.
Aleksander Petelewicz podczas wojny polsko-bolszewickiej był dowódcą 1. kompanii 30. pułku Strzelców Kaniowskich. Odegrała ona decydującą rolę w zwycięstwie pod Hostobożem i Jamnami 9 czerwca 1920 roku, które było największym sukcesem pułku (odtąd 9 czerwca stał się dniem święta pułkowego). Petelewicz dowodził 1. kompanią także w ostatecznym odbiciu Radzymina 15 sierpnia 1920 roku.
Dnia 21 stycznia 1921 roku został uhonorowany Krzyżem Virtuti Militari V klasy. We wniosku o odznaczenie, dowódca A. Petelewicza opisał jego osiągnięcia wojenne z dnia 31 lipca 1920 roku: „Wykonując powyższy rozkaz d-ca 1-ej komp. por. Petelewicz odbija kilkakrotnie ataki nieprzyjaciela, zadając im szalone straty. W chwili, kiedy wydałem mu rozkaz cofnięcia się, okazało się, że powierzona mu kompania nie posiada absolutnie amunicji. Pomimo tego, por. Petelewicz odwagą swoją działa na żołnierzy tak, że kompania, mając jedynie bagnety do obrony, zatrzymuje się o kilkadziesiąt kroków i groźną swoją postawą wznieca strach wśród naciskających nieprzyjaciół, zmuszając ich do zatrzymywania się”.

## Ordery i odznaczenia
- Krzyż Srebrny Orderu Wojskowego Virtuti Militari – 28 lutego 1921[19][20][21]
- Medal Międzysojuszniczy „Médaille Interalliée”[12]
- Medal Pamiątkowy za Wojnę 1918–1921
- Medal Dziesięciolecia Odzyskanej Niepodległości
- Order Świętej Anny IV klasy z napisem „za waleczność”[22]